# Revell (entreprise)
Pour les articles homonymes, voir Revell.
Revell est le nom de marque d'une entreprise de fabrication de kits pour le modélisme. Le siège de Revell se trouve à Elk Grove Village dans la banlieue de Chicago (États-Unis).

## Histoire
Revell a été fondée en 1943, comme une entreprise de moulage en plastique à Venice (Californie), aux États-Unis par Lewis H. Glaser (1917-1972) et Jacque Fresco (1916-2017). Les premiers produits étaient des trains à l'échelle HO (1/87) et une variété de voitures. La ligne de construction a ensuite été étendue à des bâtiments.
En 1950, Revell reproduit des jouets représentant les voitures du constructeur Maxwell et la Ford Model T initialement conçu par les frères Gowland en Angleterre. Le Maxwell était à l'échelle 1/20 environ et consistait en un mince cordon métallique enroulé avec une poignée en plastique fixée par l'avant de la voiture à l'essieu arrière. Le corps de la voiture était articulée. Lorsque la poignée en plastique était retirée, la voiture rebondissait sur le sol.
Plus tard, ces jouets ont été modélisés comme des kits sans les chiffres et ont rencontré un grand succès. Maxwell, en particulier, a été rendu célèbre par une émissions de radio de Jack Benny en 1953. Les jouets originaux ont été abandonnés et les kits nouveaux sont devenus « Highway Pionniers ». Les modèles proposés dans cette série furent : Cadillac, Ford, Packard, Stanley Steamer et Ford A (1903).

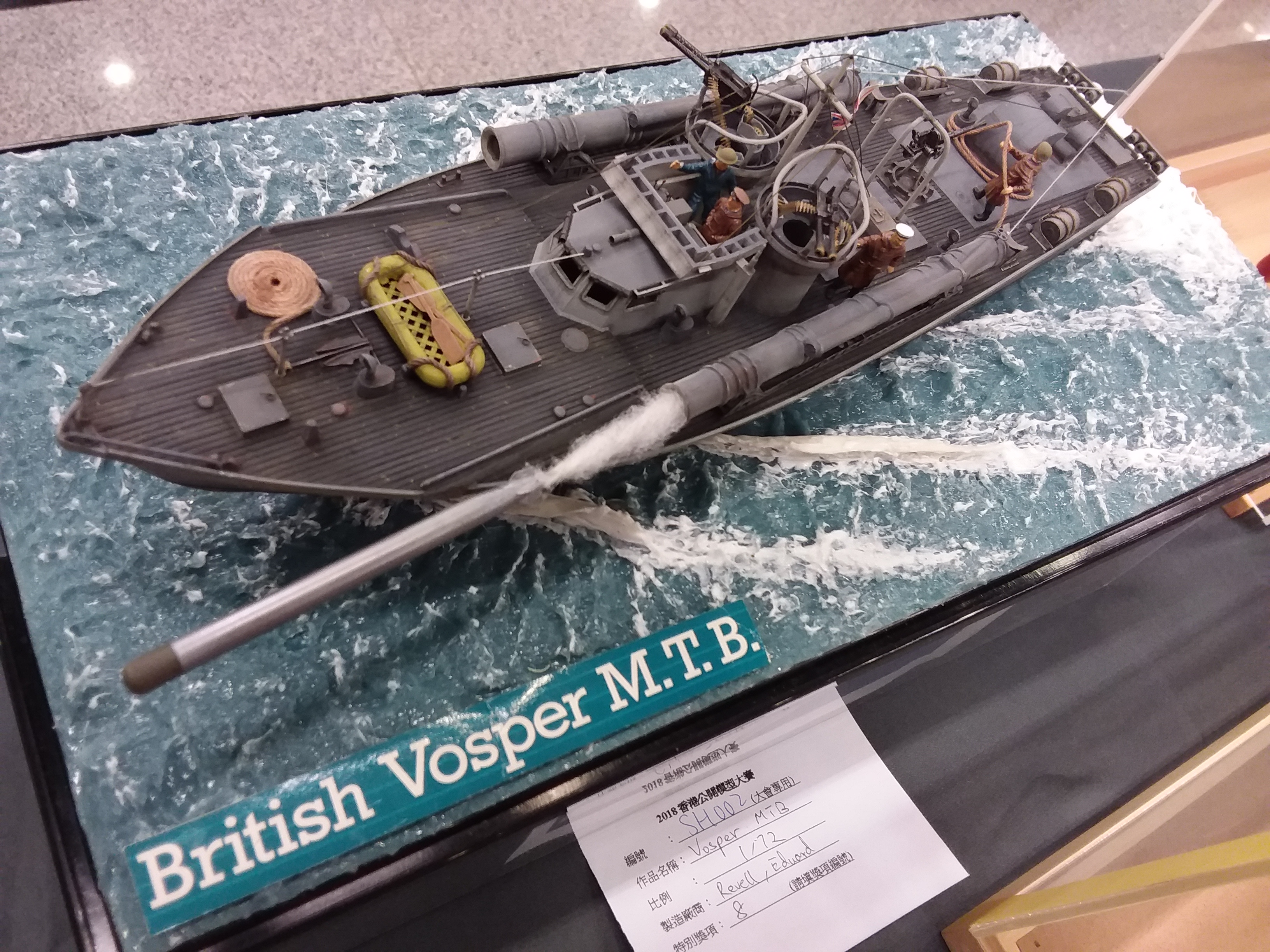
Maquette Revell au 1/72 d'un MTB Vosper monté et détaillé par un amateur.

En 1953, Revell a présenté son premier kit en plastique moulé, une réplique du cuirassé USS Missouri, plusieurs modèles d'avions ainsi que des navires (classique et contemporain), et à la fin des années 1950, des engins spatiaux. Des régiments d'infanterie et des dioramas divers ont également été produits.
Dans les années 1950, Revell a commencé à faire plus de modèles d'automobiles. Outre les moteurs à réaction, des modèles comme le moteur Chrysler Slant-6 engine (en) ont été produits. Les modèles de voitures tendaient vers une sélection plus globale que ceux de ces concurrents américains de l'époque, AMT (en) et MPC (en).
Les années 1960 furent une époque où les kits d'auto étaient axé sur des variations presque infinies dans la personnalisation. Cette tendance montre à la fois la vaste portée marketing de ce hobby ainsi que l'individualité omniprésente dépeint dans la personnalisation de voitures américaines.
Tout comme AMT avait engagé George Barris et Darryl Starbird (mg), Revell embauche Big Daddy Ed Roth vers 1962 en tant que styliste. Roth a créé Beatnik Bandit (en), un custom car célèbre pour sa bulle vitrée (et qui plus tard rendue encore plus célèbre quand elle fut produite par Hot Wheels).
Dans le début au milieu des années 1960, les circuits routiers électriques sont devenus un emplacement à la mode et comme beaucoup d'autres sociétés Revell a tenté d'entrer dans la mêlée. En 1965, Revell acquiert Raceways international. La concurrence est trop vive. Slot Car, comme Strombecker Chicago, finissent par être achetées par Tootsietoy (en). En 1967, l'expérimentation de Revell dans ce hobby a accumulé une perte de près d'un demi-million de dollars.

## Problèmes financiers
Dans les années 1980, comme le passe-temps de modélisme est moins en vogue aux États-Unis, les ventes de kits en plastique sont en chute libre, Revell est achetée par la Compagnie Générale du Jouet, qui espérait profiter de la division européenne de Revell. La Générale du Jouet connaît ses propres problèmes financiers et en 1983 Revell est de nouveau en scission.
En 1986, après une baisse de la rentabilité due à la nouvelle ère des jeux vidéo et de la télévision par câble, Revell est achetée par Odyssée à New York. Son usine de Venice est fermée et tous les actifs sont transférés à Des Plaines (Illinois). La nouvelle société s'installe à Northbrook (Illinois), en banlieue de Chicago. En raison de la reconnaissance de Revell dans le monde entier, elle est devenue la marque principale utilisée sur plusieurs de ses lignes de kit, après des années à voir les deux noms sur le logo, le nom de Monogram est maintenant à nouveau dépeint séparément.
Ses principaux concurrents américains sur le marché de la maquette en plastique comprennent AMT Ertl, Lindberg, et Testors (en).
En 1956, la filiale allemande, Plastiques Revell GmbH, est fondée à Bünde. Durant les années 1970, cette société commence l'élaboration et la fabrication de ses propres lignes de kits de modèle de façon indépendante et en dehors du contrôle direct de Revell. Ces modèles sont importés aux États-Unis, et certains des nouveaux kits gagnent la réputation de haute qualité. Autrefois connue comme Revell AG (société par actions), la société allemande a maintenant changé de forme juridique (GmbH & Co. KG (Inc)), et est indépendante depuis sa séparation officielle de Revell-Monogram LLC en septembre 2006. Les produits allemands continuent d'être annoncés sur le site de la société américaine, et son logo continue d'être presque identique à celui de Revell aux États-Unis.
En 1994 Revell-Monogram a été rachetée par Hallmark Cards. Le 2 mai 2007, Hobbico Inc (en) a annoncé qu'elle avait acquis American Revell-Monogram, LLC, société propriétaire du nom de Revell. Le nom de Revell est maintenant seul dans le logo de l'entreprise - sans le nom de Monogram également présent - bien que Monogram existe encore comme une importante ligne de modèles chez Revell.